# Galeandra
Galeandra is een geslacht van bijna veertig soorten orchideeën uit de onderfamilie Epidendroideae.
Het zijn epifytische of terrestrische planten van tropisch Zuid-Amerika, met één soort uit Zuidoost-Azië, die een grote verscheidenheid van biotopen bezetten, van droge graslanden tot moerassen en open bossen.
De bloemen zijn over het algemeen groot, vreemdgevormd en opvallend van kleur, met een buis- of trompetvormige bloemlip.

## Naamgeving en etymologie
- Synoniem: Corydandra Rchb.f (1841)

De botanische naam Galeandra is afkomstig van het Latijnse galea (helm) en het Oudgriekse ἀνήρ anér (man of mens), wat betrekking heeft op de gelijkenis van de helmknop met een helm.

## Kenmerken
Galeandra-soorten zijn epifytische of terrestrische bladverliezende planten, met grote, spoelvormige of cilindrische gelede pseudobulben, opgebouwd uit opeenvolgende ringvormige internodia, omhuld door oude bladscheden. De nieuwe bladeren zijn lijn- tot lancetvormig, voorzien van dikke longitudinale ribben. De lange bloemstengel ontspringt aan de top van de pseudobulb en draagt een veelbloemige tros of pluim met tot een tiental grote, opvallend gekleurde en vreemd gevormde bloemen.
De kelk- en kroonbladen zijn vrijstaand en gelijkvormig. De bloemlip is ongedeeld of drielobbig, buis- of trompetvormig, het gynostemium omsluitend, bij bepaalde soorten zeer lang maar soms bijna ontbrekend, glad of behaard, met een opvallend basaal spoor. Het gynostemium is kort, licht gebogen en gevleugeld, met een eindstandige helmknop en twee harde pollinia.

## Taxonomie
Traditioneel wordt Galeandra samen met de zustergeslachten Grobya en Cyrtopodium in een aparte subtribus Cyrtopodiinae geplaatst, doch recent DNA-onderzoek door Chase et al. toont aan dat Galeandra meer verwant is aan Catasetum dan aan Cyrtopodium. Door Chase et al. worden zowel Galeandra als Grobya en Cyrtopodium in Catasetinae geplaatst.
Het geslacht omvat 38 soorten. De typesoort is Galeandra baueri.

### Soortenlijst
- Galeandra andamanensis  Rolfe (1895)
- Galeandra arundinis  Garay & G.A.Romero (2005)
- Galeandra badia  Garay & G.A.Romero (1998)
- Galeandra barbata  Lem. (1856)
- Galeandra batemanii  Rolfe (1892)
- Galeandra baueri  Lindl. (1830)
- Galeandra beyrichii  Rchb.f. (1850)
- Galeandra bicarinata  G.A.Romero & P.M.Br. (2000)
- Galeandra biloba  Garay (1999)
- Galeandra camptoceras  Schltr. (1910)
- Galeandra carnevaliana  G.A.Romero & Warford (1995)
- Galeandra chapadensis  Campacci (2001)
- Galeandra claesii  Cogn. (1893)
- Galeandra curvifolia  Barb.Rodr. (1877)
- Galeandra devoniana  M.R.Schomb. ex Lindl. (1840)
- Galeandra dives  Rchb.f. & Warsz. (1854)
- Galeandra duidensis  Garay & G.A.Romero (1998)
- Galeandra graminoides  Barb.Rodr. (1877)
- Galeandra greenwoodiana  Warford (1994)
- Galeandra harveyana  Rchb.f. (1883)
- Galeandra huebneri  Schltr. (1925)
- Galeandra hysterantha  Barb.Rodr. (1877)
- Galeandra junceoides  Barb.Rodr. (1877)
- Galeandra lacustris  Barb.Rodr. (1877)
- Galeandra lagoensis  Rchb.f. & Warm. (1881)
- Galeandra leptoceras  Schltr. (1920)
- Galeandra levyae  Garay (1999)
- Galeandra macroplectra  G.A.Romero & Warford (1995)
- Galeandra magnicolumna  G.A.Romero & Warford (1995)
- Galeandra minax  Rchb.f. (1874)
- Galeandra multifoliata  W.Zimm. (1934)
- Galeandra nivalis  Mast. (1882)
- Galeandra paraguayensis  Cogn. (1903)
- Galeandra pilosocolumna  (C.Schweinf.) D.E.Benn. & Christenson (2001)
- Galeandra santarena  S.H.N.Monteiro & J.B.F.Silva (2002)
- Galeandra stangeana  Rchb.f. (1856)
- Galeandra styllomisantha  (Vell.) Hoehne (1952)
- Galeandra xerophila  Hoehne (1915)